# Colorado Story
Colorado Story est un album de bande dessinée de la série Les Tuniques bleues.

## Résumé
Blutch et Chesterfield sont envoyés en mission par l'état-major, inquiet des agissements d'un groupe harcelant ses soldats unionistes, déjà en guerre contre les confédérés. 
Ils se retrouvent sur les traces d'un certain capitaine Miller, un esclavagiste notoire prêt à tout pour empêcher la victoire du Nord abolitionniste. Jouant le rôle d'agents doubles, ils devront trouver l'endroit où se cachent notre bandit et sa bande puis découvrir la source de leur financement, car bien qu’ils soient efficaces et silencieux, ces mercenaires ont un point faible : ils tiennent à être payés.

## Personnages
- Caporal Blutch : caporal, membre du 22e de Cavalerie, essaie sans cesse de déserter, contrairement à Chesterfield qui doit le surveiller tout au long de leurs aventures.
- Sergent Chesterfield : sergent de l’armée des États-Unis, membre du 22e de Cavalerie et héros principal des Tuniques bleues, accompagné du caporal Blutch. Toujours volontaire pour une mission, dans l'espoir de monter en grade. Dans cette aventure, c'est encore une fois lui qui s’est embarqué avec le caporal Blutch et a infiltré la troupe du capitaine Miller.
- Général Alexander : général de l'armée du Nord, meneur d'homme, et bon stratège. Quand une situation est désespérée, c'est lui qui enverra les deux principaux héros en mission[1].
- Capitaine Miller : esclavagiste notoire, ex-joueur de poker au Kansas, il s'est autoproclamé capitaine. En rassemblant bon nombre de pro-esclavagistes il a levé une compagnie, les mounted rangers (connus sous le noms de Border Ruffians) pour lutter contre l'abolitionnisme dans tout le Colorado. De 1855 à 1860, ils traversent à maintes reprises la rive occidentale du Missouri pour se rendre sur le territoire du Kansas et se battre contre les abolitionnistes. Sous la menace de Washington, Miller dispersera ses troupes, sans pour autant changer ses convictions politiques. Au début de la guerre de Sécession, Gilpin, le nouveau gouverneur élu par Lincoln, lance une offre publique d'achat sur tout ce qui est susceptible de faire feu, car sur 34 300 habitants, 7 500 sont ouvertement sécessionnistes et s'arment en conséquence. C'est pourquoi afin d'éviter toute mesure coercitive, un grand stock d'armes est récupéré, ce qui n’empêche pas Miller d'agir. Repérée en septembre 1861 par un détachement monté de la garnison fédérale, sa troupe d'hommes est disloquée, mais Miller et plusieurs de ses complices réussissent à s'échapper. Aucune source iconographique n'ayant à ce jour été trouvée, Lambil avoue l'avoir inventée[2].

## Contexte historique
Chesterfield et Blutch se retrouvent au beau milieu de la guerre de Sécession, opposant les États-Unis d'Amérique (« l'Union »), dirigés par Abraham Lincoln, et les États confédérés d'Amérique (« la Confédération »), dirigés par Jefferson Davis.
Ils ne se trouvent cependant pas sur le front, et font donc face à une guerre différente qui prend un autre aspect : pillages des villes, meurtres, ou encore guerre civile (massacre de Sand Creek).

## Rapports entre la réalité et la fiction
Pour cette 57e bande dessinée des Tuniques bleues, l'aventure tourne principalement autour du capitaine Miller. Sans grande précision sur le physique de cet esclavagiste notoire, car, aucune source iconographique n’existe sur lui, nous pouvons cependant affirmer qu’il a existé. Son existence est plusieurs fois mentionnée dans divers documents, relatant tous, entre autres, les faits de la guerre de Sécession.
Un autre rapport avec la réalité est que dans cet album apparaît le fait bien réel qu’un proche du président Lincoln, le gouverneur William Gilpin, avait lancé comme projet une sorte d’offre d’achat de toutes les armes, pour contrer le capitaine Miller dans sa lutte contre l’abolitionnisme. Celui-ci a malgré tout, autant dans la réalité que dans la bande dessinée, trouvé le moyen de continuer ses agissements.
D'un point de vue géographique, les paysages représentés sont similaires à ceux présents dans la réalité. Pour nous plonger dans ce décor, Lambil a utilisé des images de Denver au XIXe siècle pour illustrer cette bande dessinée. Celui-ci ne s'est jamais rendu sur place mais affirme qu'après soixante ans de carrière, il a acquis un savoir-faire lui permettant de construire des décors crédibles. Pour ce qui est de la montagne présente dès la première planche, elle représente le pic Pikes, qui est le 31e sommet le plus haut du Colorado. Elle tient son nom de Zebulon Montgommery Pike, lieutenant détaché par le président Jefferson pour déterminer les nouvelles frontières à l'ouest.